# Jozo Matovac
Jozo Matovac, född 22 maj 1970, är en svensk fotbollsspelare med kroatiskt ursprung.

## Biografi
Jozo Matovac spelade ungdomsfotboll i Gunnilse IS och värvades till BK Häcken. 1995 gick han till Örgryte IS som då gjorde comeback i Allsvenskan. Han avancerade till A-landslagsspelare och spelade bland annat i VM-kvalet 1997. Matovac spelade även 3 B-landskamper och 3 U21-landskamper. Matovac tillhörde under 1990-talet Allsvenskans bästa mittbackar. 1998 gick han till Ålborg och spelade där två säsonger innan han köptes av Helsingborg som ersättare för Andreas Jakobsson. Matovac spelade 9 A-landskamper och under sin tid i Helsingborg spelade han även i Champions League samt gjorde comeback i landslaget. En skada satte stopp för spelarkarriären. 2003–2004 var han tränare för Utsiktens BK.
Matovac har efter karriären bland annat suttit i BK Häckens styrelse. Han jobbade mellan 2018 och 2023 med sponsorer i Önnereds HK. Från 2024 jobbar han som operativ chef i Örgryte IS. 

## Landslagsstatistik
| Sveriges landslag |         |     |
| År                | Matcher | Mål |
| 1997              | 3       | 1   |
| 1998              | 1       | 0   |
| 2001              | 5       | 0   |
| Totalt            | 9       | 1   |

## Klubbar
- Helsingborgs IF
- Aalborg Boldspilklub
- Örgryte IS
- BK Häcken
- Gunnilse IS